# Präfekturparlamentswahl in Miyagi 2011
Die Parlamentswahl 2011 in der japanischen Präfektur Miyagi war ursprünglich für die einheitlichen Regionalwahlen am 10. April geplant, wurde aber als Folge des Tōhoku-Erdbebens (in Regierungsinstitutionen: Großes Ostjapanisches Erdbeben) verschoben. Sie fand nun am 13. November 2011 statt, Beginn der offiziellen Wahlperiode war der 4. November. Gleichzeitig fanden Kommunalwahlen in fünf Gemeinden der Präfektur statt, darunter Ratswahlen in der kreisfreien Stadt Natori und gleichzeitige Bürgermeister- (allerdings mangels Gegenkandidat ohne Abstimmung) und Ratswahlen in der Stadt Onagawa.
Zur Wahl standen die – nach Wahlkreisreform von 61 reduzierten – 59 Sitze im Parlament in Sendai durch nicht übertragbare Einzelstimmgebung in nun 16 (bisher 17) Mehrmandats- und sieben Einzelwahlkreisen. In sechs Wahlkreisen standen bereits zum Wahlauftakt die Abgeordneten fest – sieben Liberaldemokraten, ein Demokrat, ein Unabhängiger –, da keine Gegenkandidaten zur Verfügung standen und sie ohne Abstimmung gewählt wurden.
Einschließlich der sicher gewählten Abgeordneten waren zum Wahlauftakt insgesamt 90 Kandidaten registriert, darunter 13 Demokraten, 33 Liberaldemokraten, 20 Kandidaten von anderen nationalen Parteien (Kōmeitō 4, KPJ 7, SDP 3, Minna no Tō 6) und 24 formal unabhängige Bewerber.
Hauptthema des Wahlkampfes waren der Wiederaufbau nach Erdbeben und Tsunami; die nationale Debatte über eine mögliche Teilnahme Japans an der Freihandelszone TPP beeinflusste den Wahlkampf ebenfalls. Maß für den Erfolg der Liberaldemokratischen Partei, die auch Miyagis Gouverneur Yoshihiro Murai stützt, war die Frage, ob sie (zusammen mit konservativen Unabhängigen) eine absolute Mehrheit der Sitze verteidigen kann. Vor der Wahl hatte die LDP-Fraktion 38 Mitglieder (Stand: Juni 2010).

## Ergebnis
Bei deutlich gesunkener Wahlbeteiligung von 41,72 % verlor die LDP zwar leicht an Mandaten, konnte aber zusammen mit der Kōmeitō eine Mehrheit halten. Die Demokratische Partei hatte zwar mehr Kandidaten nominiert als je zuvor, konnte ihre Position aber nicht verbessern, und zwei ihrer Amtsinhaber wurden sogar abgewählt.
| Partei | Partei                       | Kandidaten | Sitze | Änderung        | Änderung        |
| ------ | ---------------------------- | ---------- | ----- | --------------- | --------------- |
| Partei | Partei                       | Kandidaten | Sitze | zur Wahl 2007   | zu vor der Wahl |
|        | Demokratische Partei         | 13         | 7     | −2              | −2              |
|        | Liberaldemokratische Partei  | 33         | 28    | −2              | −6              |
|        | Kōmeitō                      | 4          | 2     | 0               | 0               |
|        | Kommunistische Partei Japans | 8          | 4     | +2              | +2              |
|        | Sozialdemokratische Partei   | 3          | 3     | +1              | +1              |
|        | Minna no Tō                  | 6          | 2     | (+2)            | (+2)            |
|        | Unabhängige                  | 24         | 11    | −3              | +2              |
| Summe  | Summe                        | 90         | 59    | -2 (Wahlreform) | -1 (1 Vakanz)   |

Fünf gewählte Abgeordnete sind Frauen, eine mehr als 2007.